# Objaw wątrobowo-szyjny
Objaw wątrobowo-szyjny – tętnienie znacznie poszerzonych żył szyjnych, których wypełnienie zwiększa się przy uciśnięciu powiększonej wątroby.